# Lucas Castromán
Lucas Martín Castromán (Luján, Provincia de Buenos Aires, Argentina, 2 de octubre de 1980) es un exfutbolista argentino que jugaba en el puesto de centrocampista y delantero.

## Trayectoria

### Vélez Sarsfield
Castromán comenzó su carrera profesional en el club Vélez Sarsfield el 17 de febrero de 1998, en el mismo partido debutó Maximiliano Estévez. En dicho club mantuvo consistentes actuaciones jugando como mediocampista 

### Lazio y Udinese
Su desempeño le valió su transferencia a la Lazio, uno de los clubes más importantes del mundo por entonces, de la Serie A italiana en 2001. En 2003 fue prestado al Udinese para finalmente retornar a Vélez en el año 2004, luego de una pelea con el técnico de la Lazio, Roberto Mancini por no tenerlo en cuenta. Ahí llamé a mi representante y le dije que me sacara del club, que volvía gratis a Vélez. Era fácil quedarme con Mancini cobrando en euros, acusando lesiones, haciéndome el tonto. Pero si pensaba así a esa edad, ¿qué me quedaba para cuando tuviera 30? No se dio lo de Vélez y me fui a Udinese, con el que le hice un gol a Lazio y se lo dediqué en la cara a Mancini. Declaré que había sido para un masajista que estaba en el banco, pero fue para él, obvio.

### Regreso a Vélez Sarsfield
Castromán es uno de los favoritos de la hinchada velezana desde su destacada actuación en el Torneo Clausura 2005, donde jugando como delantero se convirtió en el jugador clave para el equipo que ganó el torneo tras 7 años de sequía para el club.

### América (México)
En julio de 2006, tras diferencias con el técnico Ricardo La Volpe, el Ídolo de Vélez abandonó nuevamente su casa y fue contratado por el América de México, en aproximadamente 4 millones de dólares y firmó un acuerdo que lo ligaría a las Águilas por 3 años.

### Boca Juniors
El jugador, rescindiendo más de 2.000.000 de dólares con el equipo mexicano para estar más cerca de su hijo, en 2007 fue fichado por Boca Juniors a cambio de 700.000 dolarés por un año.
En ese torneo no fue tenido en cuenta por el entrenador xeneize Carlos Ischia. En 2008 solo jugó un partido: ante Gimnasia y Esgrima de Jujuy por la primera fecha del Torneo Apertura 2008 y se fue remplazado por Ricardo Noir antes que empiece el segundo tiempo.

### Racing Club y últimos años
Al finalizar el torneo, el club de la Ribera no le renovó el contrato y se incorporó a Racing Club donde convirtió 2 goles, uno justamente a Boca Juniors.
Al término del año 2010 no le renovaron el contrato y con esto el jugador decidió alejarse definitivamente de las canchas, argumentando "no querer saber más nada con el fútbol profesional". En 2012 jugó en la liga veinticinqueña de fútbol para el Club Valdés, llegó de la mano de un histórico goleador del club sociedad pro fomento Valdés, Maximiliano Lasserre, hoy delegado del pueblo ( que oportunamente en años anteriores supo llevar al club pueblerino a lo más alto saliendo campeones luego de 43 años de historia). 
Durante los cotejos que disputaba el club "funebrero" era habitual que el estadio rebase su capacidad total, la. Afición iba a ver jugar la estrella, el profesional que hasta hacía dos años atrás era amo y señor de la redonda en el Fútbol. Profesional, Ya en 2015 cuando parecía que ya no jugaría más a nivel profesional aceptó una propuesta de la Unión Deportiva Las Palmas para jugar un último año en Europa. Hoy dirige una escuela de fútbol para niños y estudia para ser director técnico.

### Hincha "tripero"
A pesar de haber hecho las inferiores y de haber debutado con la camiseta de Vélez Sarsfield, reconoció ser hincha de Gimnasia y Esgrima La Plata por el fanatismo de su padre. En diciembre del 2012 asistió al partido homenaje a Timoteo Griguol que organizó el club de Gimnasia y Esgrima La Plata en el estadio Juan Carmelo Zerillo compartiendo equipo con ídolos del club como Guillermo Barros Schelotto, Pedro Troglio, Facundo Sava entre otros.

## Estadísticas

### En clubes
| Vélez Sarsfield Argentina | 1.ª                 |                     |     |    |   |   |    |    |     |      |      |
| Vélez Sarsfield Argentina | 1.ª                 | 1998                | 13  | 1  | — | — | —  | —  | 13  | 1    | 0.08 |
| Vélez Sarsfield Argentina | 1.ª                 | 1998-99             | 22  | 1  | — | — | 7  | 0  | 29  | 1    | 0.03 |
| Vélez Sarsfield Argentina | 1.ª                 | 1999-00             | 20  | 4  | — | — | 1  | 0  | 21  | 4    | 0.19 |
| Vélez Sarsfield Argentina | 1.ª                 | 2000                | 15  | 0  | — | — | 6  | 0  | 21  | 0    | 0,00 |
| Vélez Sarsfield Argentina | 1.ª                 | 2004-05             | 28  | 10 | — | — | —  | —  | 28  | 10   | 0.36 |
| Vélez Sarsfield Argentina | 1.ª                 | 2005-06             | 21  | 5  | — | — | 7  | 4  | 28  | 9    | 0.32 |
| Vélez Sarsfield Argentina | 1.ª                 | 2006-07             | 19  | 3  | — | — | 8  | 2  | 27  | 5    | 0.19 |
| Vélez Sarsfield Argentina | Total club          | Total club          | 138 | 24 | 0 | 0 | 29 | 6  | 167 | 30   | 0.18 |
| SS Lazio · Italia | 1.ª                 |                     |     |    |   |   |    |    |     |      |      |
| SS Lazio · Italia | 1.ª                 | 2001                | 10  | 2  | — | — | 3  | 0  | 13  | 2    | 0.15 |
| SS Lazio · Italia | 1.ª                 | 2001-02             | 11  | 1  | 1 | 0 | 1  | 0  | 13  | 1    | 0.08 |
| SS Lazio · Italia | 1.ª                 | 2002-03             | 16  | 1  | 5 | 1 | 8  | 1  | 29  | 3    | 0.10 |
| SS Lazio · Italia | Total club          | Total club          | 37  | 4  | 6 | 1 | 12 | 1  | 55  | 6    | 0.11 |
| Udinese Calcio · Italia |                     |                     |     |    |   |   |    |    |     |      |      |
| 1.ª | 2003-04             | 19                  | 1   | 1  | 0 | 2 | 0  | 22 | 1   | 0.05 |      |
| Total club | Total club          | 19                  | 1   | 1  | 0 | 2 | 0  | 22 | 1   | 0.05 |      |
| Club América · México |                     |                     |     |    |   |   |    |    |     |      |      |
| 1.ª | 2006                | 14                  | 0   | —  | — | 8 | 0  | 22 | 0   | 0,00 |      |
| Total club | Total club          | 14                  | 0   | 0  | 0 | 8 | 0  | 22 | 0   | 0,00 |      |
| Boca Juniors Argentina |                     |                     |     |    |   |   |    |    |     |      |      |
| 1.ª | 2008                | 4                   | 0   | —  | — | 1 | 0  | 5  | 0   | 0,00 |      |
| 1.ª | 2008                | 1                   | 0   | —  | — | — | —  | 1  | 0   | 0,00 |      |
| Total club | Total club          | 5                   | 0   | 0  | 0 | 1 | 0  | 6  | 0   | 0,00 |      |
| Racing Club Argentina |                     |                     |     |    |   |   |    |    |     |      |      |
| 1.ª | 2009                | 11                  | 2   | —  | — | — | —  | 11 | 2   | 0.18 |      |
| 1.ª | 2009-10             | 25                  | 0   | —  | — | — | —  | 25 | 0   | 0,00 |      |
| 1.ª | 2010                | 7                   | 0   | —  | — | — | —  | 7  | 0   | 0,00 |      |
| Total club | Total club          | 43                  | 2   | 0  | 0 | 0 | 0  | 43 | 2   | 0.05 |      |
| Total en su carrera | Total en su carrera | Total en su carrera | 256 | 31 | 7 | 1 | 52 | 7  | 315 | 39   | 0.12 |
| (1) Incluye datos de la Fase regular de Liguilla Mexicana (2007). (2) Las copas nacionales se refiere a la Copa Italia (2001-04). (3) Las copas internacionales se refiere a la Copa Mercosur (1998-00); Copa Libertadores de América (1999-08); Liga de Campeones de la UEFA (2000-02); Copa de la UEFA (2002-04); Copa Sudamericana (2005-07); y SuperLiga Norteamericana (2007). (4) Media de goles por encuentro. No incluye goles en partidos amistosos. |                     |                     |     |    |   |   |    |    |     |      |      |

### Selección
| Selección        | Temporada     | Amistosos | Amistosos | Sudamérica | Sudamérica | Mundial | Mundial | Total | Total | Media goleadora |
| Selección        | Temporada     | Part.     | Goles     | Part.      | Goles      | Part.   | Goles   | Part. | Goles | Media goleadora |
| ---------------- | ------------- | --------- | --------- | ---------- | ---------- | ------- | ------- | ----- | ----- | --------------- |
| Sub-20 Argentina | 1999          | —         | —         | 4          | 0          | —       | —       | 4     | 0     | 0,00            |
| Sub-20 Argentina | Total         | 0         | 0         | 4          | 0          | 0       | 0       | 4     | 0     | 0,00            |
| Adulta Argentina | 2000          | 1         | 0         | —          | —          | —       | —       | 1     | 0     | 0,00            |
| Adulta Argentina | 2001          | —         | —         | —          | —          | —       | —       | 0     | 0     | 0,00            |
| Adulta Argentina | 2002          | —         | —         | —          | —          | —       | —       | 0     | 0     | 0,00            |
| Adulta Argentina | 2003          | 3         | 0         | —          | —          | —       | —       | 3     | 0     | 0,00            |
| Adulta Argentina | 2004          | —         | —         | —          | —          | —       | —       | 0     | 0     | 0,00            |
| Adulta Argentina | 2005          | 1         | 0         | —          | —          | —       | —       | 1     | 0     | 0,00            |
| Adulta Argentina | Total         | 5         | 0         | 0          | 0          | 0       | 0       | 5     | 0     | 0,00            |
| Total carrera    | Total carrera | 5         | 0         | 4          | 0          | 0       | 0       | 9     | 0     | 0,00            |

### Resumen estadístico
| Competición           | Partidos | Goles | Promedio |
| --------------------- | -------- | ----- | -------- |
| Primera División      | 256      | 31    | 0.12     |
| Copas nacionales      | 7        | 1     | 0.14     |
| Copas internacionales | 52       | 7     | 0.13     |
| Selección Sub-20      | 4        | 0     | 0,00     |
| Selección adulta      | 5        | 0     | 0,00     |
| Total                 | 324      | 39    | 0.12     |

## Palmarés

### Campeonatos nacionales
| Título           | Club            | País      | Año    |
| ---------------- | --------------- | --------- | ------ |
| Primera División | Vélez Sarsfield | Argentina | C-1998 |
| Primera División | Vélez Sarsfield | Argentina | C-2005 |
| Primera División | Boca Juniors    | Argentina | A-2008 |

### Copas internacionales
| Título                         | Club             | País      | Año  |
| ------------------------------ | ---------------- | --------- | ---- |
| Campeonato Sudamericano Sub-20 | Argentina Sub-20 | Argentina | 1999 |
| Recopa Sudamericana            | Boca Juniors     | Argentina | 2008 |